# Stackskär (Lemland, Åland)
Stackskär är en ö i Åland (Finland). Den ligger i Skärgårdshavet och i byn Stackskärs enstaka hemman i kommunen Lemland i landskapet Åland, i den sydvästra delen av landet. Ön ligger omkring 12 kilometer sydöst om Mariehamn och omkring 270 kilometer väster om Helsingfors och cirka 80 km nordost om Stockholm. 
Öns area är 10,6 hektar och dess största längd är 0,5 kilometer i nord-sydlig riktning.
Ön är en del av hemmanet Stackskär ( enstaka hemmanet Stackskär i Lemlands socken på Åland). 